# Sòsicles (poeta)
Sòsicles (grec antic: Σωσικλῆς, llatí: Sosicles) fou un poeta tràgic grec del temps de Filip II de Macedònia i Alexandre el Gran, segons Fabricius.
La referència la donen la Suïda i Eudòxia Macrembolitissa, però els erudits sospiten que hi ha un error en la interpretació i que en realitat Sòsicles seria únicament el pare del poeta tràgic Sosífanes.